# Alessandro Bonetti
Alessandro Bonetti (Trente, 10 april 1985) is een Italiaans autocoureur.

## Carrière
Bonetti begon zijn autosportcarrière in het karting in 1999 en bleef hier actief tot 2003. Dat jaar maakte hij de overstap naar het formuleracing, waarin hij zijn Formule 3-debuut maakte in de laatste vier races van het Italiaanse Formule 3-kampioenschap voor het team Passoli Racing. Met een zevende plaats op het Autodromo Nazionale Monza als beste resultaat eindigde hij op de achttiende plaats in het kampioenschap met zes punten.
In 2004 reed Bonetti zijn eerste volledige seizoen in het formuleracing in de Formule Renault Monza. Met zeven overwinningen eindigde hij achter Michael Herck als tweede in het klassement met 345 punten. In 2005 maakte hij de overstap naar de 3000 Pro Series, waarin hij uitkwam voor het Draco Junior Team. Hij won één race op het Misano World Circuit en werd zo vierde in de eindstand met 39 punten.
In 2006 stapte Bonetti over naar de Formule Renault 3.5 Series, waarin hij reed voor het team Jenzer Motorsport. Na zes raceweekenden, waarin zijn beste resultaat een veertiende plaats op Istanbul Park was, verliet hij het team en eindigde het kampioenschap op een 38e plaats zonder punten.
In 2007 verliet Bonetti het formuleracing en maakte de overstap naar de GT-racerij. Hij eindigde als derde in de GTA-klasse van de International GT Open met twee zeges, terwijl hij in de LMGT2-klasse van de Le Mans Series vierde werd met één overwinning. In 2008 en 2009 bleef hij in de International GT Open rijden, met respectievelijk een zesde en een twaalfde plaats in de eindstand.
In 2010 maakte Bonetti de overstap naar de International GTSprint Series, waarin hij samen met Maurizio Mediani in een Ferrari F430 door vijf overwinningen te boeken - drie voor Bonetti en twee voor Mediani. In 2011 en 2012 reed hij enkele races in de GT3 Pro-Am Cup van de Blancpain Endurance Series. Sindsdien heeft hij niet meer deelgenomen aan grote internationale races.